# 부시왜커
부시왜커(영어: Bushwacker)는 마블 코믹스의 슈퍼빌런 캐릭터이다. 본명은 칼 버뱅크(Carl Burbank)로, 데어데블, 퍼니셔, 울버린의 악당이다. 1987년 11월 《데어데블》 248호에 처음 등장했고, 앤 노첸티와 릭 리어나디가 공동 창작하였다.

## 담당 성우

### 비디오 게임
- 퍼니셔(2005) - 필 헤이스